# وادي أم الطعوس
وادي أم الطعوس أحد وديان العراق الذي يقع في شمال بادية السلمان في محافظة المثنى جنوب العراق.
ويُعد حوض الوادي أحد الأحواض الواقعة في منطقة الوديان السفلى في شمال بادية السلمان، تبلغ مساحة الحوض بحدود 64 كم2، وطوله 29 كم ومعدل انحداره 1,10 م/كم، إذ ينبع ويجري وينتهي في داخل البادية وينحدر من الجنوب الغربي إلى الشمال الشرقي باتجاه منخفض الصليبات الذي يحده من جهة الشمال، أما من جهة الشرق والجنوب يحده حوض وادي الكصير ومن جهة الغرب حوض وادي ام الحباري، أعلى نقطة في الحوض عند منبعه 91م وأدنى نقطة عند نهايته 21م فوق مستوى سطح البحر.